# Найдавніший літописний ізвод
«Найдавніший літописний ізвод» — умовна назва літопису, що гіпотетично був попередником «Повісті временних літ». Запропонована О. Шахматовим. Шляхом зіставлення відомостей, збережених у тому чи іншому вигляді в текстах XI ст., він реконструював текст ізводу. На думку вченого ізвод починався з оповіді про Кия, Щека й Хорива, які збудували місто Київ, і містив світську та церковну хроніку Руської землі. Продовженням Найдавнішого літописного ізводу, за гіпотезою О. Шахматова, став літописний ізвод, укладений близько 1073 Никоном. Щоб обґрунтувати гіпотезу про Никона як автора цього ізводу, учений зіставив спостереження щодо характеру літописних статей зі свідченнями біографії Никона. Події в Києві викладаються з позиції очевидця в ті роки, коли Никон перебував у місті, а події в Тмуторокані — коли він був там. Никон, за цією гіпотезою, надав історичним записам форму кожнорічних статей і, таким чином, є творцем специфічної саме для руської середньовічної історіографії порічної системи літописання. Д. Лихачов умовно назвав твір, що передував ізводові 1073, «Сказанням про поширення християнства на Русі». На його думку, Никон уперше виклав новгородську легенду про запрошення варягів і висловив припущення, що київський князь Ігор є сином Рюрика, запрошеного новгородцями. Можливо Никон увів у літопис версію про хрещення великого князя київського Володимира Святославича не в Києві, а в Корсуні (Херсоні; див. Херсонес Таврійський), легенду про те, як київська княгиня Ольга перехитрила візантійського імператора Константина VII Багрянородного, оповідь про заснування Києво-Печерського монастиря. Учений вважав, що деякі подробиці війни Русі з Візантією 1043, а також новгородські перекази (про запрошення варягів) літописцеві розповів боярин Вишата, який 1065 року втік у Тмуторокань, де в той час перебував Никон. Ізвод Никона був пізніше використаний укладачем Початкового ізводу 1093—1095 років.